# 山﨑七海
山﨑 七海（やまざき ななみ、2008年6月27日 - ）は、日本の女優、ファッションモデル。東京都出身。UNBLINK所属。

## 略歴
2020年1月15日に公開された、TBS系火曜ドラマ『恋はつづくよどこまでも』の主題歌にもなったOfficial髭男dismの「I LOVE...」のMVに出演。
2020年出演したOfficial髭男dismの「I LOVE...」のMVがMTVの最優秀邦楽グループビデオ賞を受賞。
2021年に初出演した映画「なぎさ」が第34回東京国際映画祭にてワールドプレミア上映を果たし、レッドカーペットを歩く。
2023年山﨑七海一年プロジェクト始動
2023年映画「渇水」にて「第48回報知映画賞」新人賞にノミネートされた。

## 人物
趣味、特技は絵を描く事とアコースティックギター。
写真も撮っている。（Fujifilm x100fを愛用）
3人兄弟の末っ子。

## 出演

### 映画
- なぎさ（2021年11月3日）- ヒロイン・なぎさ 役　古川原壮志監督[5]
- 渇水（2023年6月2日） -  小出恵子 役[6][7][8]
- Polar Night（2023年12月15日）[9]
- 海辺へ行く道（2025年晩夏公開予定）[10]
- 時には懺悔を（2026年公開予定）[11][12]

### テレビドラマ
- シジュウカラ（2022年2月25日、テレビ東京）- 紺野みひろ(中学生時代) 役
- 生理のおじさんとその娘（2023年3月24日、NHK総合）- 光橋花のクラスメイト 役
- 宙わたる教室（2024年10月8日 - 、NHK総合） - 池本マリ 役

### ミュージックビデオ
- Official髭男dism 「I LOVE...」（2020年1月15日）
- 斉藤壮馬 「パレット」（2020年9月18日)
- Official髭男dism 「Universe」[13]　（2021年1月9日）-主演
- Mrs. GREEN APPLE「ケセラセラ」（2023年4月25日）
- Omoinotake 「ひとりごと」（2025年4月25日）[14]